# Vechelde
Vechelde est une commune d'Allemagne située en Basse-Saxe, dans l'arrondissement de Peine.

## Histoire
| Appartenances historiques Duché de Brunswick-Lunebourg 1235-1269 Principauté de Brunswick-Wolfenbüttel 1269-1807 Royaume de Westphalie 1807-1813 Duché de Brunswick 1815-1918 République de Weimar 1918-1933 Reich allemand 1933-1945 Allemagne occupée 1945-1949 Allemagne 1949-présent |

Vechelde a été mentionné dans un document officiel en 973 sous le nom de Fehtlon, en 1145 sous le nom de Vechtla et en 1250 sous le nom de Vechtelde.

## Villages (quartiers) de la commune
| - Alvesse - Bettmar - Bodenstedt - Denstorf - Fürstenau - Groß Gleidingen | - Klein Gleidingen - Köchingen - Liedingen - Sierße - Sonnenberg - Vallstedt | - Vechelade - Vechelde - Wahle - Wedtlenstedt - Wierthe |

## Jumelages
- Valkeakoski (Finlande) depuis 1976
- Biederitz (Allemagne) depuis 1990
- Niemodlin (Pologne) depuis 2006